# N.S.R.V. Phocas

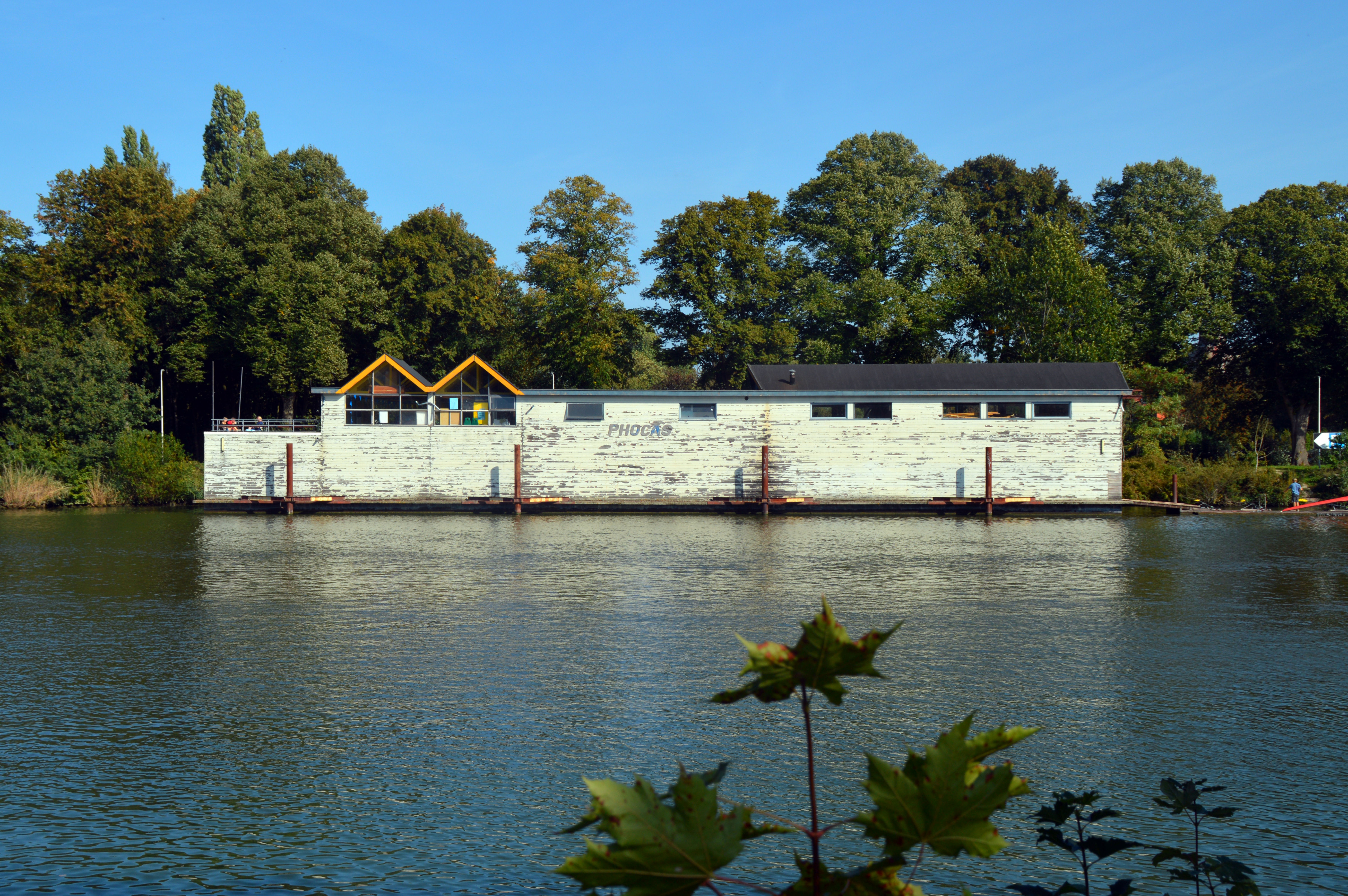
Oude Botenhuis N.S.R.V. Phocas

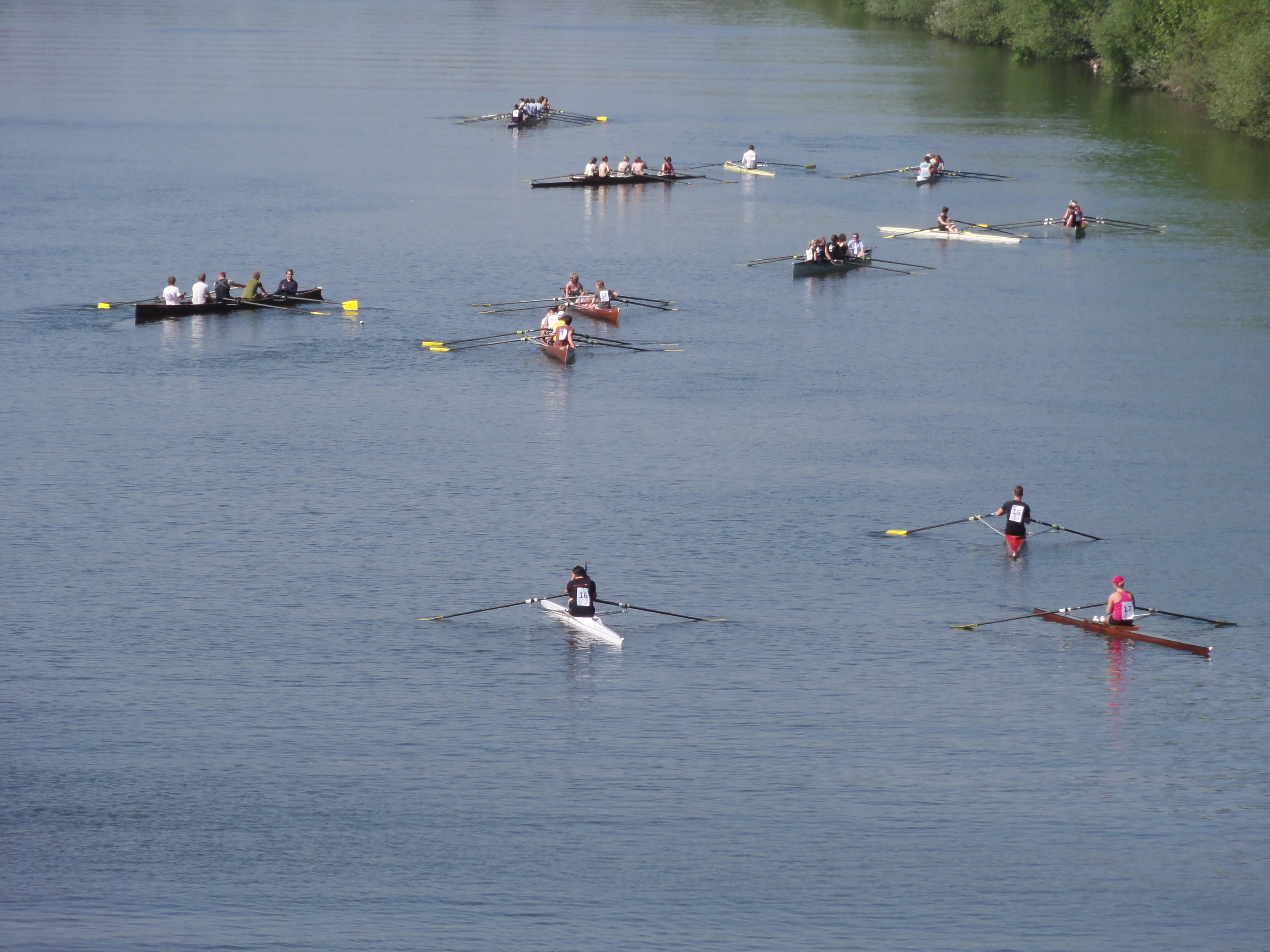
Phocas roeiers op het Maas-Waalkanaal

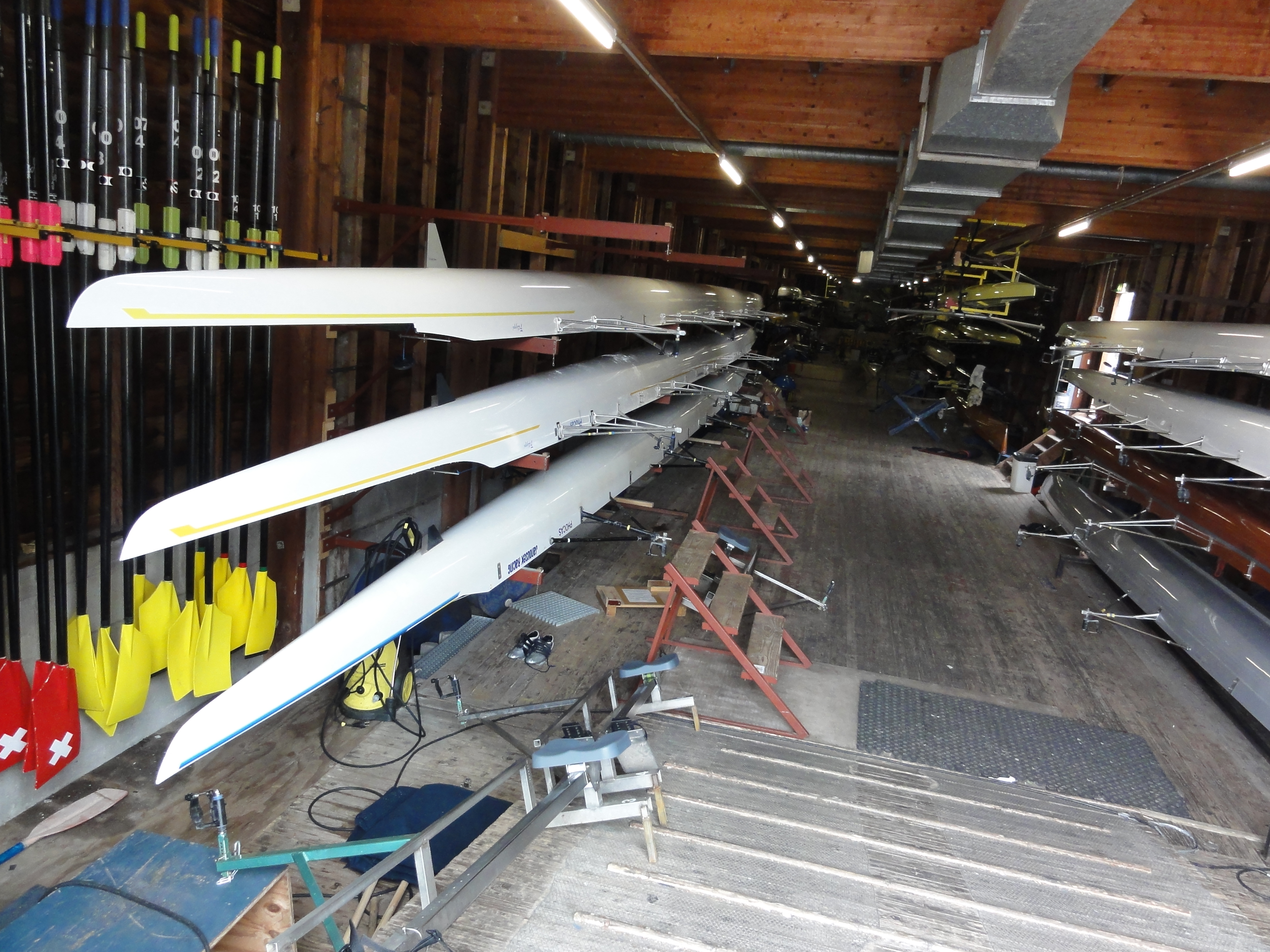
botenopslag in het oude botenhuis

De Nijmeegse Studenten Roeivereniging Phocas is een onafhankelijke studenten-roeivereniging uit de Nederlandse stad Nijmegen.

## Karakteristieken

### Symboliek
Phocas is sinds eind jaren 1960 een onafhankelijke studentenroeivereniging, maar was oorspronkelijk opgericht om haar moedervereniging, het toenmalig Nijmeegs Studenten Corps, te helpen om het achtste Nederlandse studentencorps te worden. Daarom is de vlag bij nationale roeiwedstrijden vaak terug te vinden op de achtste vlaggenmast. De vereniging dankt haar naam aan Sint Phocas of Fokas.

### Activiteiten
De N.S.R.V. Phocas kent verschillende verticale en horizontale structuren die aan de vereniging verbonden zijn. Al deze structuren zijn gescheiden naar sekse. Sinds haar oprichting roeien haar leden op regionaal, landelijk (club- en wedstrijd-) niveau en op internationaal niveau.

## Geschiedenis

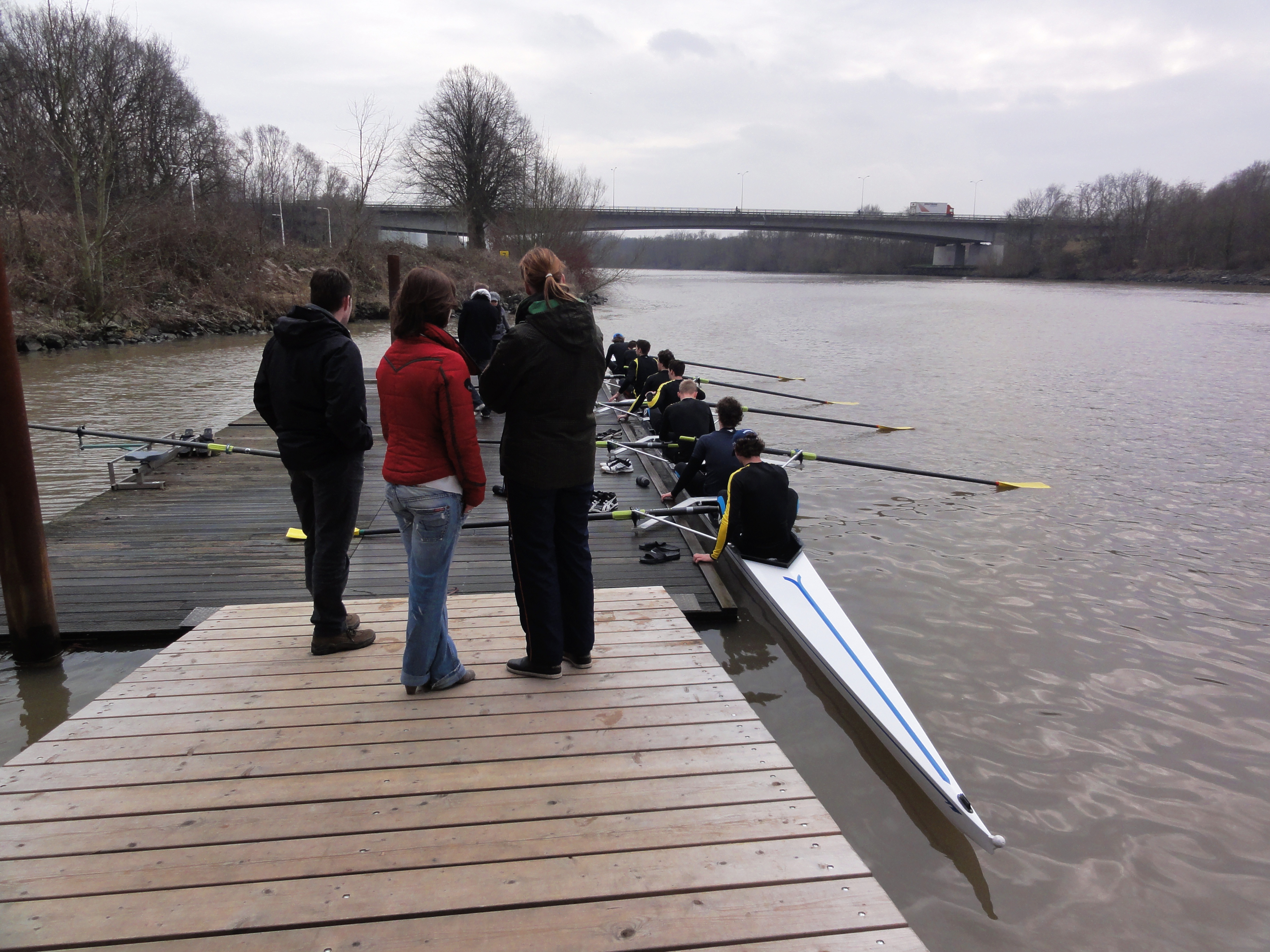
Phocas acht bij het oude botenhuis op het Maas-Waalkanaal. Op de achtergrond de Hatertsebrug.

### Voorgeschiedenis
Kort na de opening van de Katholieke Universiteit Nijmegen in 1923 werd het Nijmeegsch Studenten Corps (NSC) "Carolus Magnus" opgericht. In die beginjaren beschikte het Nijmeegse corps nog niet over een studentenroeivereniging. Na de Tweede Wereldoorlog werd als onderdeel van het corps de Nijmeegse Studenten-Sportcommissie ingesteld. Een van de wensen van deze sportcommissie was het oprichten van een studentenroeivereniging. Het NSC wilde al enige tijd graag een landelijke erkend studentencorps worden, en daarmee toetreden tot de Algemene Senaten Vergadering (ASV), de landelijke koepelorganisatie van studentencorpora. Een eigen roeivereniging werd gezien als onmisbaar hulpmiddel om door het ASV geaccepteerd te worden.
De roeivereniging werd op 1 mei 1947, door leden van de corpsdisputen Het G.I.L.D.E., de Gong en de Tempeliers. Drijvende kracht achter de jonge vereniging was de toenmalig geestelijk adviseur van het NSC, moderator B. van Ogtrop (ook wel "de Père"). Hij had connecties binnen de roeiwereld, in het bijzonder met de Amsterdamse studentenroeivereniging Nereus. Hiervan was hij in de jaren 30 lid toen hij in Amsterdam studeerde. Mede dankzij zijn inspanningen en relaties konden de eerste boten in het bezit van Phocas komen. De Père hielp ook mee bij de eerste coaching bij Phocas. Van Ogtrop heeft in de beginjaren een belangrijke rol bij de vereniging gespeeld, vooral bij bestuurswisselingen in de continuïteit van de vereniging. Tegenwoordig ligt er dan ook altijd een acht in de vloot die ter nagedachtenis aan de Père de naam "Père van Ogtrop" draagt.

### De eerste periode
Na een eerste contact met de heer Cole, vice-preses van de (toen nog geen Koninklijke) Nederlandse Roeibond, bleek dat het eerste wat een roeivereniging nodig heeft boten waren. Nieuw materiaal was er in de eerste naoorlogse jaren nauwelijks te verkrijgen. Veel verenigingen waren al hun materiaal kwijt, zodat er een stroom van orders was en de prijzen voor een beginnende vereniging niet te betalen.
Met behulp van de al genoemde relaties van de Père ging men op zoek naar tweedehands materiaal. De eerste boten waren een tub en een oefenvier. Nu moesten er nog een botenhuis en een vlot komen.
Er werd een boerderijtje gevonden aan de oostkant van het Maas-Waalkanaal, iets ten noorden van de Graafsebrug. Hier lagen de boten buiten onder gehuurde zeilen; de kleedkamer bestond uit afgeschotte gedeelten van de koeienstal en de douche- en wasgelegenheid vond men bij de gewone zwengelhandpomp, die op iedere boerderij nog een eenzame strijd tegen de milieuvervuiling streed. Op die plaats en onder die omstandigheden gingen de eerste Phocasroeiers te water.

### De eerste wedstrijd
Reeds in 1948 werd er al deelgenomen aan een wedstrijd, in een geleende "overnaedsche" vier, waarin pas daags voor de wedstrijd voor het eerst werd getraind. Het resultaat was uiteraard niet fameus, maar Phocas had al in het eerste seizoen van zijn bestaan aan een wedstrijd deelgenomen.

### Het eerste botenhuis
In april 1948 kreeg Phocas de beschikking over het eerste botenhuis. De westelijke tunnel onder de Graafsebrug, die oorspronkelijk bedoeld was als fietstunnel, mocht aan beide kanten dichtgemetseld worden. De gemeente Nijmegen zorgde voor een betonnen vloer. Onder leiding van Willem van der Bijl en de Père werd de inrichting met betonnen staanders en tussenliggende betonnen platen ontworpen en uitgevoerd. Het vlot kwam van de overkant en kreeg houten trappen ernaartoe. Op 24 april 1948 werd het botenhuis officieel geopend door de toenmalige Rector Magnificus Post en daarna ingezegend door de Père.
De eerste bootsman van Phocas werd Tinus van Lin, die als timmerman op de zolder van een huis in de stad kano's bouwde. In ruil voor een betere werkplaats, het botenhuis, zou hij hier toezicht houden en voorkomende reparaties uitvoeren. Naast behoorlijk timmeren kon hij echter ook geweldig vertellen en uitbeelden, en op de grote buiskachel had hij altijd koffie klaar staan. Hij was een vriend van iedereen, had altijd honden, waarmee hij allerlei avonturen beleefde, was tot in het diepst van zijn hart aan Phocas verknocht en hoorde erbij.
In april 1949 organiseerde Phocas op het Maas-Waalkanaal haar eerste nationale roeiwedstrijd. Met oprechte verbazing namen de andere roeiverenigingen in den lande kennis van Phocas' situatie. Men had verwacht slechts "paters en theologen" aan te treffen. Zij troffen echter een algemene studentenvereniging die ook in de beginjaren door lieden van velerlei pluimage werd gefrequenteerd.

### De jaren zestig
Tot het einde van de jaren zestig heeft Phocas deel uitgemaakt van het NSC. In deze tijd veranderde echter de studentenpopulatie en was over het geheel genomen anders georiënteerd. Existentialisme, derdewereldproblematiek, democratisering van de universiteitsstructuur en later het surrealisme stonden in de belangstelling. Het NSC begon uit elkaar te vallen.
Een meerderheid van ontevredenen in het Corps-parlement liet in 1965 de naam veranderen in Unie van Studenten van Nijmegen (USN) en het verplichte Corpslidmaatschap werd afgeschaft. Roland en de Meisjesclub trokken zich terug uit de USN en fuseerden in 1972 noodgedwongen tot de huidige Nijmeegse Studenten Vereniging Carolus Magnus. Bij Phocas vervielen de Latijnse benamingen voor de bestuursfuncties: preses werd voorzitter. Nu werd, voor zover dit nog niet werd gedaan, een geheel eigen koers gevaren.
In de jaren zestig namen de vaarsnelheid en de dichtheid van het scheepvaartverkeer in het Maas-Waalkanaal sterk toe. De hoge golfslag van passerende schepen was uitermate hinderlijk tijdens de roeitraining en de averijkosten aan vlotten en roeimateriaal gingen jaarlijks met sprongen omhoog. Het Maas-Waalkanaal verloor zijn aantrekkelijkheid als roeibaan. Toen in 1964 bovendien bekend werd dat de verbreding van het kanaal en de bouw van een nieuwe Graafsebrug ten koste zou gaan van de behuizing van Phocas, werd het tijd om naar andere roeiwateren uit te zien. In 1965 richtte Phocas een huisvestingscommissie op, die onmiddellijk in samenwerking met de pas opgerichte adviescommissie talloze voorstellen voor alternatieve roeiwateren ontwikkelde en diepgaand op hun haalbaarheid toetste.

### De jaren zeventig

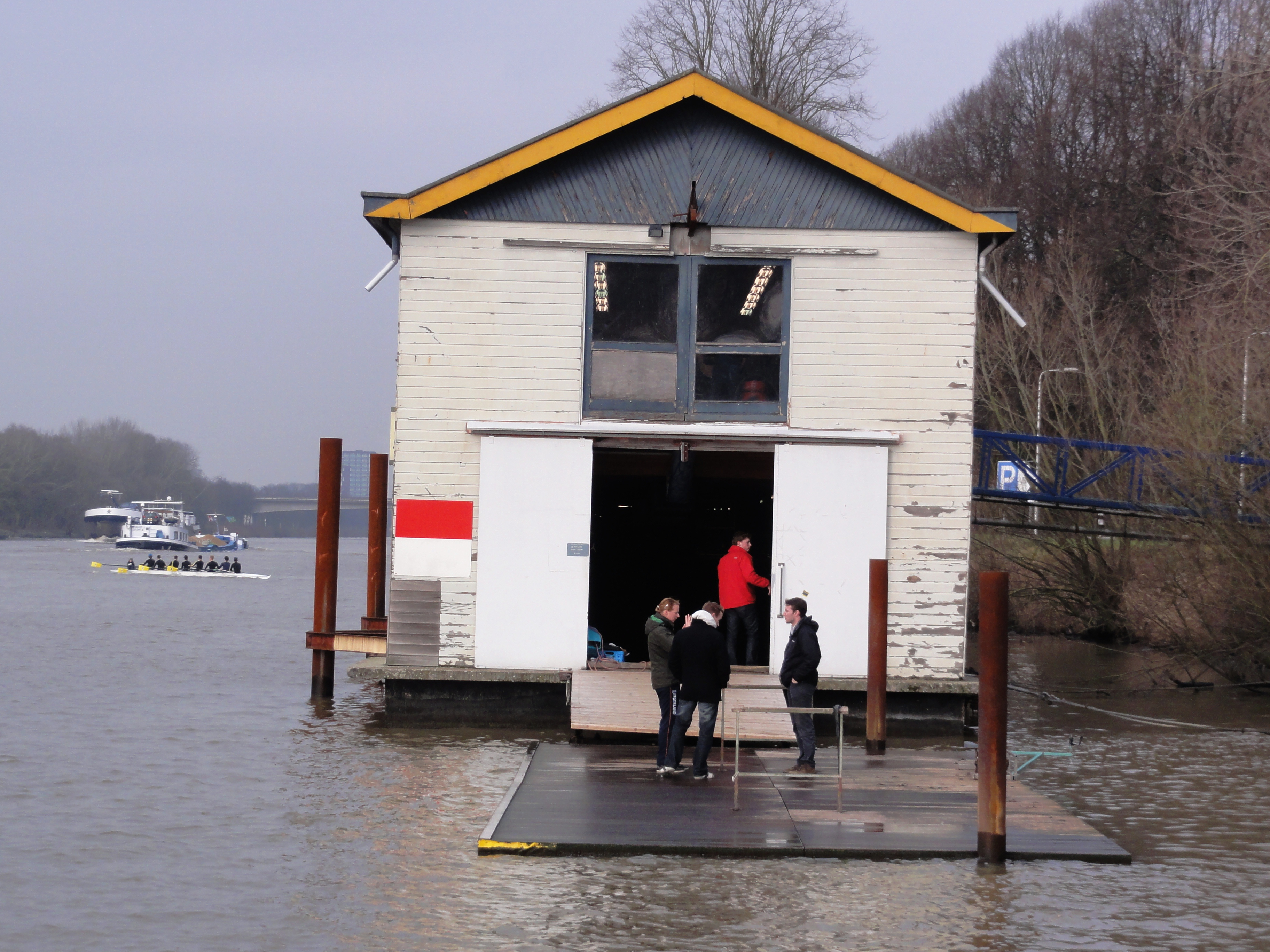
Botenhuis Maas-Waalkanaal

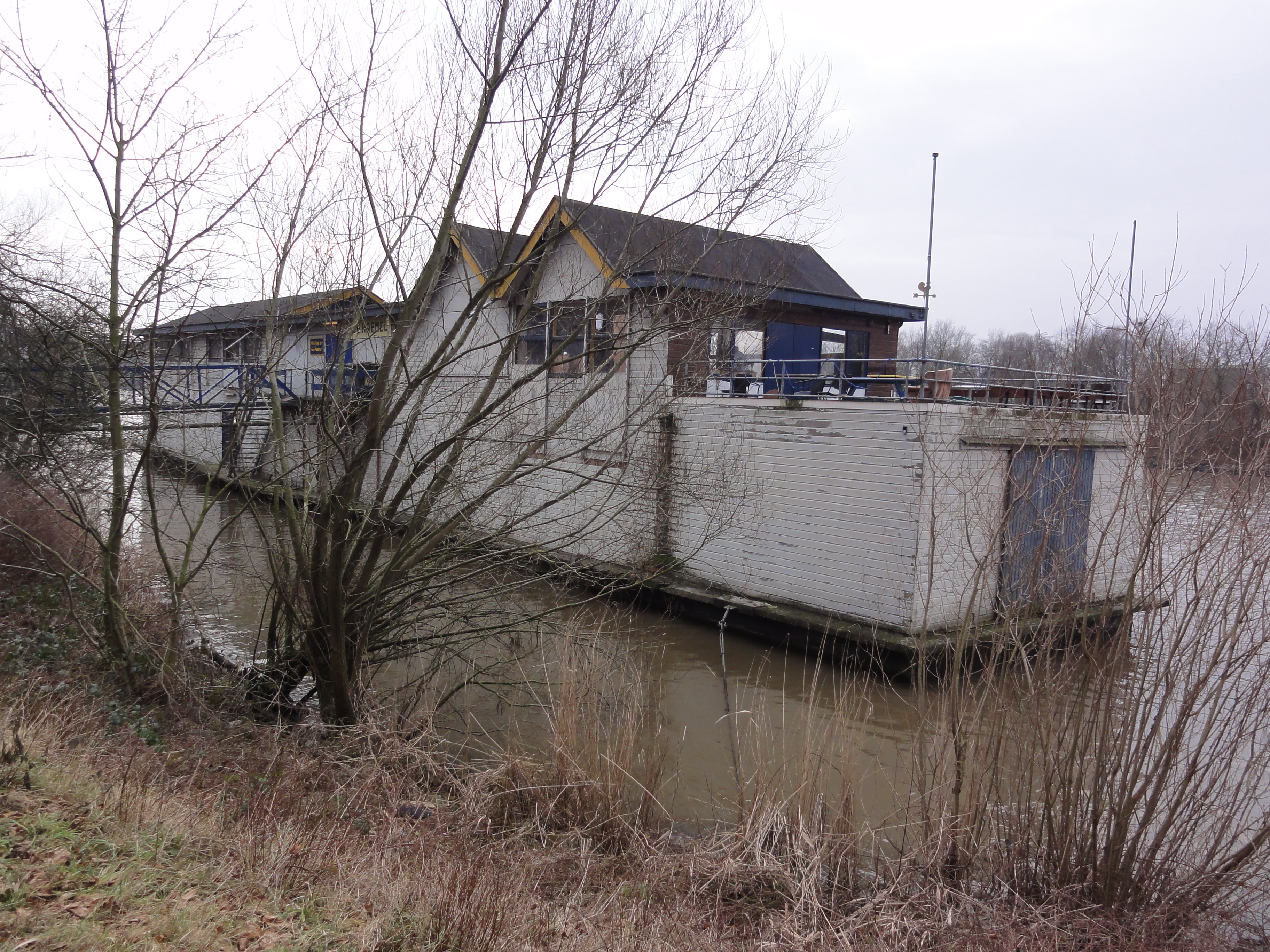
Het botenhuis vanaf de Vossendijk

Uiteindelijk kwam de huisvestingscommissie samen met de gemeente Nijmegen en Rijkswaterstaat op het idee voor een drijvend botenhuis in het Maas-Waalkanaal. Inmiddels was de datum waarop de toenmalige loods verlaten moest zijn gezet op 1 november 1971, zodat er snel het een en ander geregeld moest worden. Scheepswerf "De Blauwe Wimpel" uit Diemen wilde uiteindelijk een botenhuis bouwen. Het grootste deel van het benodigde geld werd door de universiteit opgebracht en de rest door de stichting Carolus Magnus, brouwerij Heineken en de bouwheer van de universiteit. In oktober 1971 werd de loods onder de brug ontmanteld op 1 november door Rijkswaterstaat leeggeruimd.
Na een tijdje in een zogenaamde nissenhut bij de Malderburgtstraat te zijn ondergebracht, kreeg Phocas in 1972 de beschikking over het drijvend botenhuis. De eerste kinderziekte bleek echter al vóór de drijvende kolos was afgemeerd bij de voorlopige ligplaats. De boreling was zo stevig uit de kluiten gewassen dat de (oude) Graafsebrug niet gepasseerd kon worden zonder de punten van het dak af te varen. En de bewuste brug zou pas enige jaren later gerenoveerd worden. In september 1972 werden er enige tonnen water in de twee betonnen bakken gepompt, en het hele gevaarte zakte enige decimeters en ging zonder kapseizen naar zijn voorlopig laatste bestemming. Op 28 oktober 1972 werd het botenhuis, "de Haemel" geheten, officieel geopend door prof. Van Melsen, die het een "onverantwoorde verantwoorde uitgave" van de universiteit noemde. In 1978, toen ook het deel van het Maas-Waalkanaal vanaf Hatert in zuidelijke richting verbreed zou gaan worden, kwam het botenhuis op zijn huidige locatie te liggen: bij de Hatertse brug aan de Oostkanaaldijk, tegenover de studentenflat Vossenveld.

### De jaren tachtig
Na een aantal deelnames van Phocasroeiers en -roeisters eind jaren zeventig aan Wereldkampioenschappen en Olympische Spelen waar weliswaar uitstekend gepresteerd werd, maar nog steeds geen medaille was gewonnen (hoewel het in 1978 in Nieuw-Zeeland slechts 0,01 seconde scheelde voor Ted Bosman en Vincent Horstink), was het in 1981 Ted Bosman die Phocas de eerste zilveren WK-medaille bezorgde in het nummer 2- samen met Aegir-roeier Willem Jan Atsma.
Werden tot nu toe leden altijd "Phocaden" of "Phocassers" genoemd, in 1987 introduceerde de kersverse voorzitter in zijn inaugurele rede het begrip "Phocaan". Dit werd hem door de toenmalige leden niet in dank afgenomen, waardoor hij halverwege het jaar zijn functie neerlegde. In 1991 introduceerde een nieuwe voorzitter het opnieuw. Blijkbaar was de tijd er toen wel rijp voor, omdat sindsdien de benaming "Phocaan" gemeengoed geworden is.

### De jaren negentig

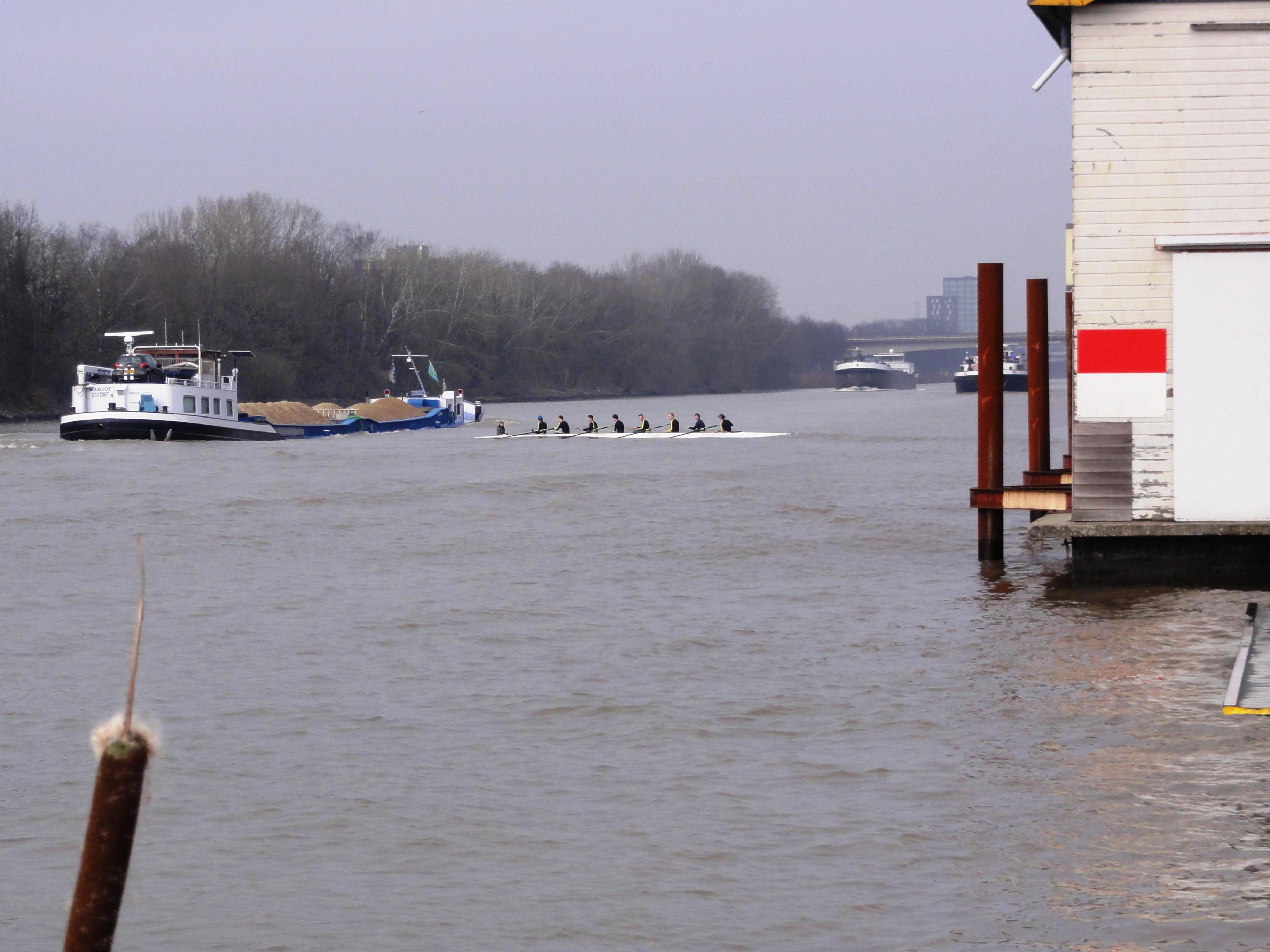
Roeien tussen de scheepvaart op het Maas-Waalkanaal

Pas in de jaren negentig kreeg Phocas pas echt voet aan de grond in het internationale roeien. Nelleke Penninx won in 1995 brons op de WK met de D4x, waarmee ze in 1996 zesde werd op de Olympische Spelen van Atlanta. In 1997 was het de beurt aan Sigrid Winkelhuis, die met de LD4x brons veroverde op de WK. In 1998 won ze in de LD2x goud op de FISU-WK in Zagreb. In 1998 won Nelleke Penninx wederom brons op de WK, maar nu in de D4-.
Eind jaren negentig kreeg het lidmaatschap van Phocas een extra dimensie. Vanaf maart 1997 kon er in het pand aan de Bijleveldsingel 26 elke woensdagavond geborreld worden tijdens het Phocascafé. In dit pand was ook het secretariaat gevestigd.

### Het nieuwe millennium
In het jaar 2000 behaalde Nelleke Penninx voor Phocas de eerste Olympische medaille. Ze won met de dames acht een zilveren medaille in Sydney. In het jaar 2001 won Mirjam ter Beek, oud-Phocas roeister, een zilveren medaille in de lichte dames skiff op het WK in Luzern en in 2002 won zij opnieuw een zilveren medaille in de dames 4x op het WK in Sevilla.
In datzelfde jaar veroverde Annemarieke van Rumpt een zilveren medaille in de dames 4- op de Nations Cup voor personen onder de 23 in Genua. Een jaar later won zij op het WK in hetzelfde nummer eveneens een zilveren medaille. In 2004 behaalde ze een bronzen medaille op de Olympische Spelen van Athene met de Dames Holland Acht, de tweede Olympische medaille in de geschiedenis van de vereniging.
In 2008 werd Annemarieke van Rumpt, met haar gehele acht, op de sociëteit gehuldigd voor het behalen van de zilveren medaille in Peking. Diezelfde avond werd Piek benoemd tot Erelid van Phocas vanwege haar prestaties.
In 2021 haalde Koen Metsemakers als regerend wereldkampioen goud in Tokyo met de dubbelvier in een wereldrecordtijd. Op de Olympische Spelen van 2024 in Parijs haalde hij met de dubbelvier opnieuw een gouden medaille.

## Verenigingspand
In mei 2000 werd de sociëteit van Phocas gevestigd in het pand waar het ook allemaal begon, de Oranjesingel 42. In 2006 verhuisde de sociëteit van Phocas naar de Van Schaeck Mathonsingel naar het voormalige pand van Diogenes, wat sinds juni 2006 "Villa van Schaeck" heet.
In 2014 kwam de universiteit met een plan om de watersportactiviteiten te concentreren in de op dat moment in aanleg zijnde nevengeul van de Waal. Het botenhuis van Phocas was oud en de scheepvaart op het Maas-Waalkanaal erg druk geworden. Sinds 2015 heeft Phocas de intentie om te verhuizen naar een nieuw watersportcentrum aan de in december 2015 geopende Spiegelwaal. In november 2016 heeft Phocas een voorovereenkomst getekend met de gemeente om in 2018 te verhuizen naar Het Bastion, een gloednieuw watersportcentrum onder de verlengde Waalbrug. Deze voorovereenkomst is ook getekend door 5 andere watersportverenigingen, samengevoegd onder de koepelstichting Watersport Nijmegen (WSN). In september 2023 werd het nieuwe onderkomen officieel geopend.

## Interne structuur
De N.S.R.V. Phocas kent verschillende verticale structuren die aan de vereniging verbonden zijn. Al deze structuren zijn gescheiden naar sekse.

## (Oud-)leden
- Ted Bosman (1953), erelid, zilver WK 1981 in de tweezonder
- Dick Schoof (1957), minister-president van Nederland en voormalig topambtenaar
- Nelleke Penninx (1971), erelid, Olympisch zilver in Sydney, 2000
- Annemarieke van Rumpt (1980), erelid, Olympisch brons in Athene, 2004 en Olympisch zilver in Peking, 2008
- Koen Metsemakers (1992), Nederlands, Europees en wereldkampioen, Olympisch goud in Tokyo, 2020, Olympisch goud in Parijs, 2024